# Ketro (Karangrayung)
Ketro is een bestuurslaag in het regentschap Grobogan van de provincie Midden-Java, Indonesië. Ketro telt 7702 inwoners (volkstelling 2010).